# 奥洛穆茨天文钟

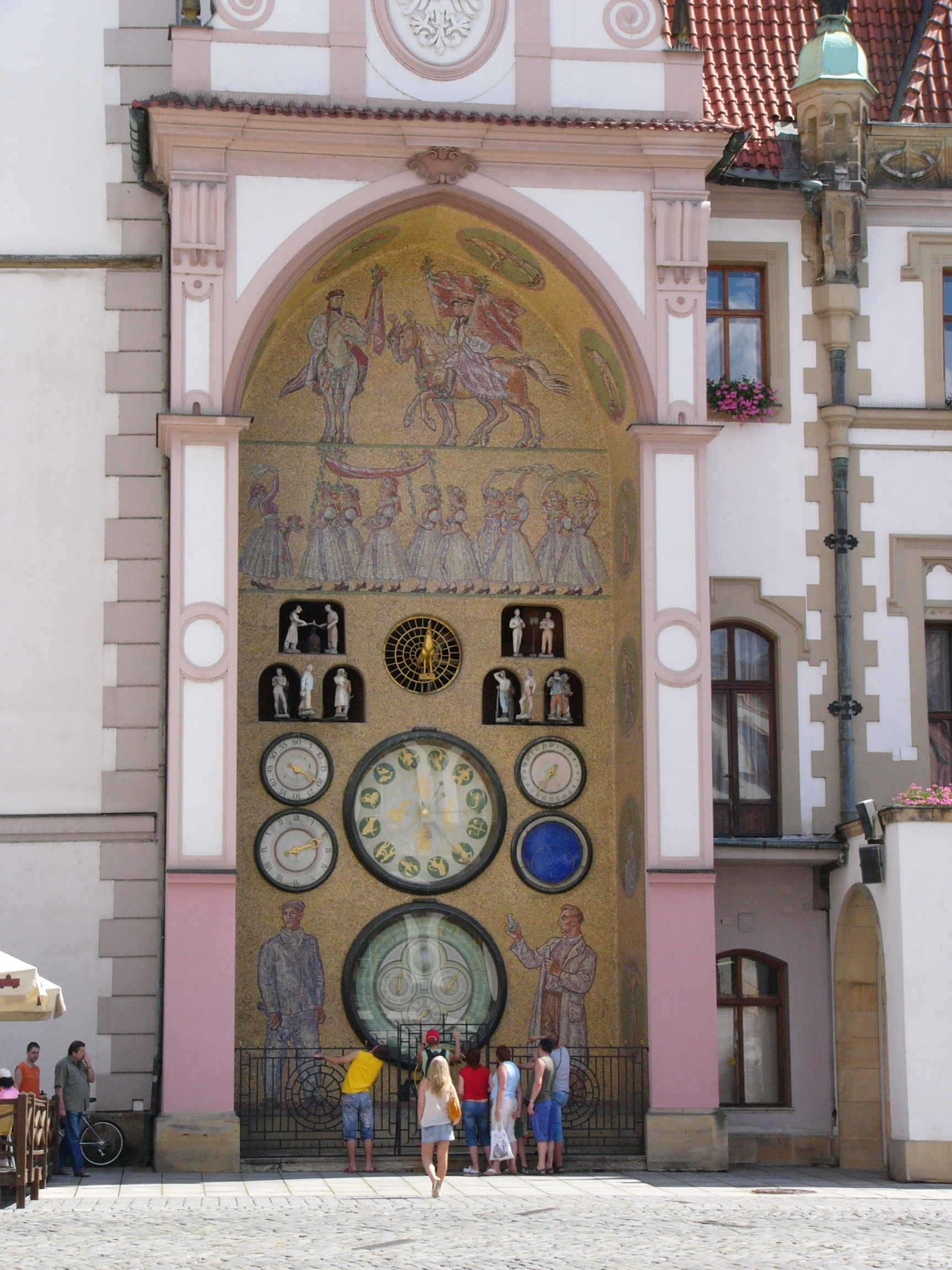
奥洛穆茨天文钟

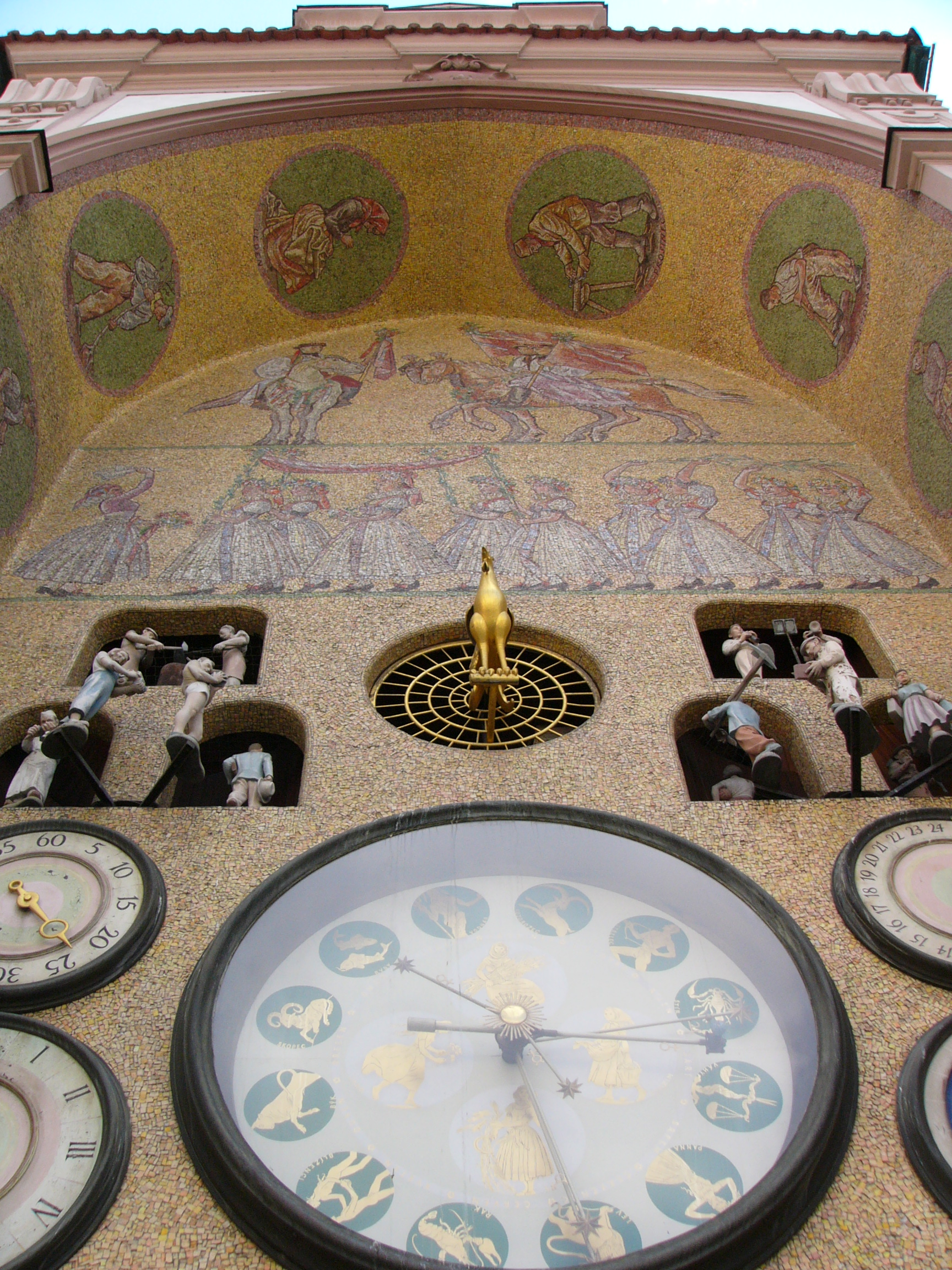
奥洛穆茨天文钟细部

奥洛穆茨天文钟（Olomoucký orloj）是位于奥洛穆茨市政厅北墙的一座15世纪的天文钟。它是世界上为数不多的体现日心说的天文钟之一。

## 历史

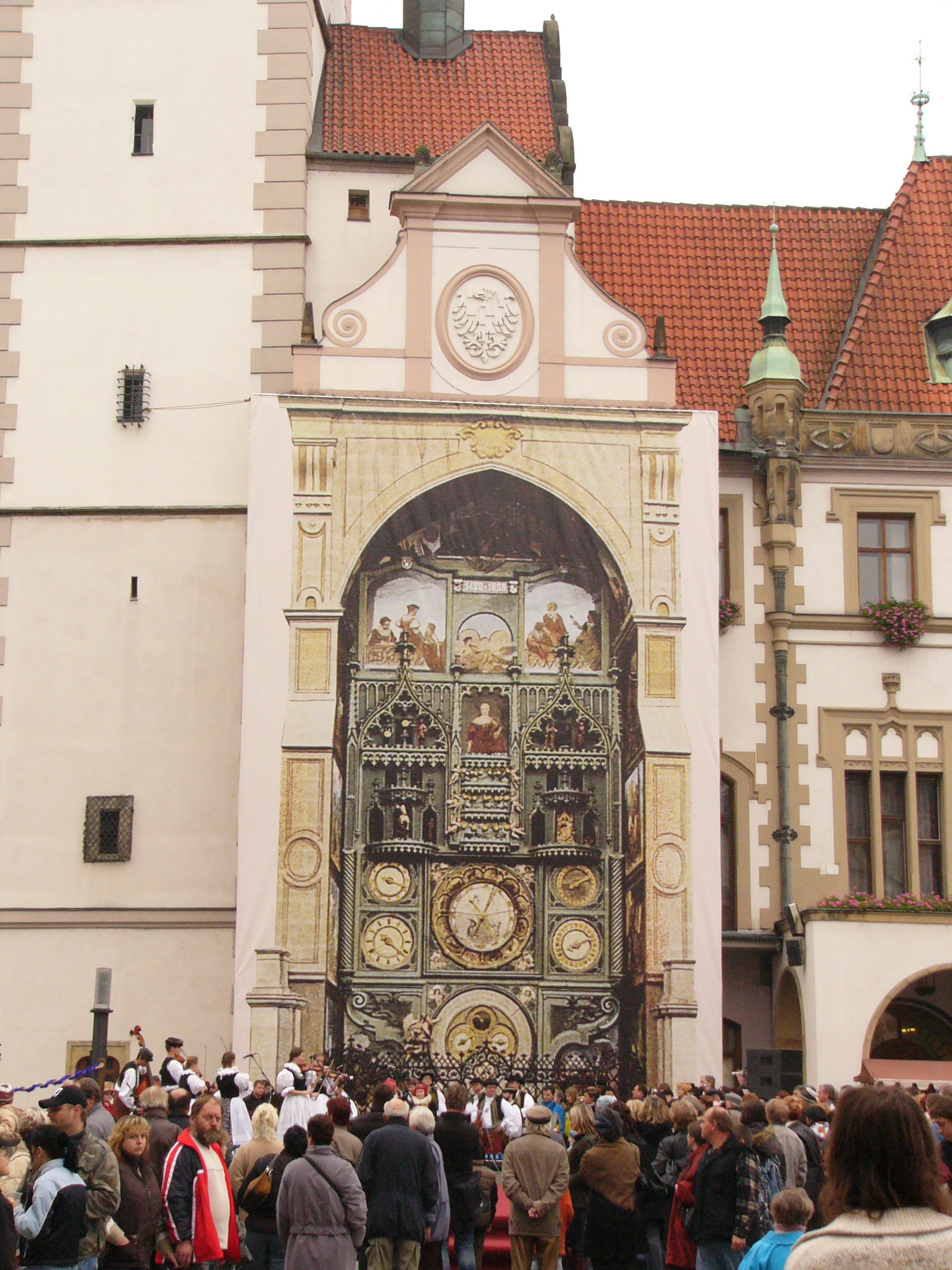
奥洛穆茨天文钟

根据传统，奥洛穆茨天文钟建于1419年–1422年。但是，根据一些研究，第一个书面记录是在1519年。 
奥洛穆茨天文钟装有各种不同的木偶。
奥洛穆茨天文钟在第二次世界大战中遭到破坏，1947到1955年重建。